# Influenzavirus C
El influenzavirus C es un género perteneciente a la familia de virus Orthomyxoviridae, que incluye a los virus que causan gripe (influenza). La única especie en este género es el virus influenza C. Son virus que se sabe infectan a humanos y cerdos, pero por lo general no produce epidemias y sólo provoca infecciones sin síntomas o con cuadros clínicos poco trascendentes, aunque en casos aislados puede causar enfermedad severa y epidemias localizadas. 